# Centrophorus harrissoni
Centrophorus harrissoni е вид хрущялна риба от семейство Centrophoridae. Видът е застрашен от изчезване.

## Разпространение
Разпространен е в Австралия (Виктория, Куинсланд, Лорд Хау, Нов Южен Уелс и Тасмания) и Нова Зеландия.